# Balta ruficeps
Balta ruficeps es una especie de cucaracha del género Balta, familia Ectobiidae.

## Distribución
Esta especie se encuentra en Tanzania, Malaui y Mozambique.